# Comuna Tulgheș, Harghita
Tulgheș (în maghiară: Gyergyótölgyes) este o comună în județul Harghita, Transilvania, România, formată din satele Hagota, Pintic, Recea și Tulgheș (reședința).

## Demografie
Componența etnică a comunei Tulgheș
     Români (70,59%)
     Maghiari (25,06%)
     Alte etnii (0%)
     Necunoscută (4,35%)
Componența confesională a comunei Tulgheș
     Ortodocși (66,44%)
     Romano-catolici (26,49%)
     Adventiști (1,33%)
     Alte religii (1,05%)
     Necunoscută (4,69%)
Conform recensământului efectuat în 2021, populația comunei Tulgheș se ridică la 2.941 de locuitori, în scădere față de recensământul anterior din 2011, când fuseseră înregistrați 3.279 de locuitori. Majoritatea locuitorilor sunt români (70,59%), cu o minoritate de maghiari (25,06%), iar pentru 4,35% nu se cunoaște apartenența etnică. Din punct de vedere confesional, majoritatea locuitorilor sunt ortodocși (66,44%), cu minorități de romano-catolici (26,49%) și adventiști (1,33%), iar pentru 4,69% nu se cunoaște apartenența confesională.

## Politică și administrație
Comuna Tulgheș este administrată de un primar și un consiliu local compus din 13 consilieri. Primarul, Marcel Vancu[*], de la Partidul Social Democrat, este în funcție din 2012. Începând cu alegerile locale din 2024, consiliul local are următoarea componență pe partide politice:
|  | Partid                                 | Consilieri | Componența Consiliului | Componența Consiliului | Componența Consiliului | Componența Consiliului | Componența Consiliului | Componența Consiliului | Componența Consiliului |
|  | -------------------------------------- | ---------- | ---------------------- | ---------------------- | ---------------------- | ---------------------- | ---------------------- | ---------------------- | ---------------------- |
|  | Partidul Social Democrat               | 7          |                        |                        |                        |                        |                        |                        |                        |
|  | Uniunea Democrată Maghiară din România | 2          |                        |                        |                        |                        |                        |                        |                        |
|  | Partidul S.O.S. România                | 2          |                        |                        |                        |                        |                        |                        |                        |
|  | Partidul Național Liberal              | 1          |                        |                        |                        |                        |                        |                        |                        |
|  | Alianța pentru Unirea Românilor        | 1          |                        |                        |                        |                        |                        |                        |                        |

## Atracții turistice
- Biserica de lemn „Sfinții Arhangheli Mihaiil și Gavriil” din satul Tulgheș, construcție 1828, monument istoric
- Capela de lemn „Sfinții Apostoli Petru și Pavel” din Tulgheș, construcție 1922, monument istoric
- Case tradiționale țărănești din Tulgheș
- Cuptor de stins var, construcție secolul al XIX-lea, monument istoric (Tulgheș]]
- Moară de apă și joagăr din satul Tulgheș, construcție 1875, monument istoric
- Rezervația naturală „Pietrele Roșii” (14 ha)

## Personalități născute aici
- Alexandru Nicolescu (1882 - 1941), mitropolit greco-catolic.